# العلاقات الأوزبكستانية الفرنسية
العلاقات الأوزبكستانية الفرنسية هي العلاقات الثنائية التي تجمع بين أوزبكستان وفرنسا.

## مقارنة بين البلدين
هذه مقارنة عامة ومرجعية للدولتين:
| وجه المقارنة                                              | أوزبكستان       | فرنسا                                                    |
| --------------------------------------------------------- | --------------- | -------------------------------------------------------- |
| المساحة (كم2)                                             | 448.98 ألف      | 643.80 ألف                                               |
| عدد السكان (نسمة)                                         | 32.39 مليون     | 67.12 مليون                                              |
| الكثافة السكانية (ن./كم²)                                 | 72.14           | 104.26                                                   |
| العاصمة                                                   | طشقند           | باريس                                                    |
| اللغة الرسمية                                             | اللغة الأوزبكية | لغة فرنسية                                               |
| العملة                                                    | سوم أوزبكستاني  | يورو، فرنك س ف ب، فرنك فرنسي، Livre tournois ‏            |
| الناتج المحلي الإجمالي (بليون دولار)                      | 48.72 مليار     | 2.58 تريليون                                             |
| الناتج المحلي الإجمالي (تعادل القوة الشرائية) بليون دولار | 190.50 مليار    | 2.87 تريليون                                             |
| الناتج المحلي الإجمالي الاسمي للفرد دولار أمريكي          | 2.13 ألف        | 36.20 ألف                                                |
| الناتج المحلي الإجمالي للفرد دولار أمريكي                 | 5.57 ألف        | 39.33 ألف                                                |
| مؤشر التنمية البشرية                                      | 0.675           | 0.888                                                    |
| رمز المكالمات الدولي                                      | +998            | +33                                                      |
| رمز الإنترنت                                              | .uz             | .fr، .bzh ‏، .tf، .re، .wf، .yt، .pm، .paris              |
| المنطقة الزمنية                                           | ت ع م+05:00     | أوروبا/باريس ‏، توقيت وسط أوروبا، توقيت وسط أوروبا الصيفي |

## مدن متوأمة
في ما يلي قائمة باتفاقيات التوأمة بين مدن أوزبكستانية وفرنسية:
- ترتبط بخارى مع روي-مالميزون باتفاقية توأمة منذ 1992.[16]
- ترتبط سمرقند مع ليون باتفاقية توأمة منذ 4 أغسطس 1986.

## منظمات دولية مشتركة
يشترك البلدان في عضوية مجموعة من المنظمات الدولية، منها:
| علم المنظمة | اسم المنظمة                               | تاريخ انضمام أوزبكستان | تاريخ انضمام فرنسا |
| ----------- | ----------------------------------------- | ---------------------- | ------------------ |
|             | وكالة ضمان الاستثمار متعدد الأطراف        | 4 نوفمبر 1993          | 28 ديسمبر 1989     |
|             | منظمة الشرطة الجنائية الدولية             | ?                      | ?                  |
|             | منظمة حظر الأسلحة الكيميائية              | ?                      | ?                  |
|             | الفريق المعني برصد الأرض                  | ?                      | ?                  |
|             | الأمم المتحدة                             | 2 مارس 1992            | 24 أكتوبر 1945     |
|             | مؤسسة التمويل الدولية                     | 30 سبتمبر 1993         | 20 يوليو 1956      |
|             | يونسكو                                    | 26 أكتوبر 1993         | 4 نوفمبر 1946      |
|             | مؤسسة التنمية الدولية                     | 24 سبتمبر 1992         | 30 ديسمبر 1960     |
|             | بنك التنمية الآسيوي                       | 1995                   | 1970               |
|             | البنك الدولي للإنشاء والتعمير             | 21 سبتمبر 1992         | 27 ديسمبر 1945     |
|             | المركز الدولي لتسوية المنازعات الاستشارية | 25 أغسطس 1995          | 20 سبتمبر 1967     |
|             | الاتحاد البريدي العالمي                   | ?                      | ?                  |
|             | منظمة الأمن والتعاون في أوروبا            | 30 يناير 1992          | 25 يونيو 1973      |
|             | الاتحاد الدولي للاتصالات                  | 10 يوليو 1992          | 1866               |

## وصلات خارجية
- موقع وزارة الخارجية الأوزبكستانية
- موقع وزارة الخارجية الفرنسية